# Тімблін (Пенсільванія)
Тімблін (англ. Timblin) — місто (англ. borough) в США, в окрузі Джефферсон штату Пенсільванія. Населення — 147 осіб (2020).

## Географія
Тімблін розташований за координатами 40°58′8″ пн. ш. 79°11′54″ зх. д. / 40.96889° пн. ш. 79.19833° зх. д. (40.968870, -79.198418).  За даними Бюро перепису населення США в 2010 році місто мало площу 2,47 км², з яких 2,47 км² — суходіл та 0,01 км² — водойми.

## Демографія
Згідно з переписом 2010 року, у селищі мешкало 157 осіб у 54 домогосподарствах у складі 40 родин. Густота населення становила 63 особи/км².  Було 71 помешкання (29/км²).
Расовий склад населення:
| - 98,1 % — білих - 1,3 % — чорних або афроамериканців |

До двох чи більше рас належало 0,0 %. Частка іспаномовних становила 0,6 % від усіх жителів.
За віковим діапазоном населення розподілялося таким чином: 24,2 % — особи молодші 18 років, 62,4 % — особи у віці 18—64 років, 13,4 % — особи у віці 65 років та старші. Медіана віку мешканця становила 36,8 року. На 100 осіб жіночої статі у селищі припадало 137,9 чоловіків;  на 100 жінок у віці від 18 років та старших — 142,9 чоловіків також старших 18 років.
Середній дохід на одне домашнє господарство  становив 42 935 доларів США (медіана — 40 250), а середній дохід на одну сім'ю — 48 081 долар (медіана — 41 719). Медіана доходів становила 28 333 долари для чоловіків та 19 375 доларів для жінок. За межею бідності перебувало 29,5 % осіб, у тому числі 59,0 % дітей у віці до 18 років та 24,0 % осіб у віці 65 років та старших.
Цивільне працевлаштоване населення становило 85 осіб. Основні галузі зайнятості: роздрібна торгівля — 21,2 %, освіта, охорона здоров'я та соціальна допомога — 16,5 %, виробництво — 14,1 %, транспорт — 12,9 %.